# Haplochthoniidae
Haplochthoniidae zijn  een familie van mijten. Bij de familie zijn drie geslachten met 15 soorten ingedeeld.